# إتوري غيانيني
إتوري غيانيني (بالإيطالية: Ettore Giannini)‏ هو كاتب سيناريو ومخرج وممثل إيطالي (وحمل سابقاً جنسية مملكة إيطاليا)، ولد في 15 ديسمبر 1912 في نابولي في إيطاليا، وتوفي في 15 نوفمبر 1990 في ماسا لوبرينس في إيطاليا.

## وصلات خارجية
- إتوري غيانيني على موقع IMDb (الإنجليزية)
- إتوري غيانيني على موقع ألو سيني (الفرنسية)
- إتوري غيانيني على موقع أول موفي (الإنجليزية)
- إتوري غيانيني على موقع قاعدة بيانات الأفلام السويدية (السويدية)
- إتوري غيانيني على موقع قاعدة بيانات الفيلم (الإنجليزية)
- إتوري غيانيني على موقع كينوبويسك (الروسية)